# Serie A1 w piłce siatkowej kobiet (2019/2020)
Serie A1 2019/2020 – 75. sezon walki o mistrzostwo Włoch organizowany przez Lega Pallavolo Serie A pod egidą Włoskiego Związku Piłki Siatkowej (wł. Federazione Italiana Pallavolo, FIPAV). 

## Polki w Serie A
| Imię i nazwisko       | Klub                      |
| --------------------- | ------------------------- |
| Joanna Wołosz         | Imoco Volley Conegliano   |
| Katarzyna Skorupa     | Saugella Monza            |
| Malwina Smarzek-Godek | Zanetti Bergamo           |
| Magdalena Stysiak     | Savino Del Bene Scandicci |
| Agnieszka Kąkolewska  | Savino Del Bene Scandicci |
| Zuzanna Górecka       | Igor Gorgonzola Novara    |

## Drużyny uczestniczące
| \| \| Uczestnicy poprzedniej edycji \| \| \| \| --------------------------------------------------------------------------------------------------------------------------------------------------------------------------------- \| ---------------------------------- \| -- \| --- \| \| CON \| Imoco Volley Conegliano \| 1 \| LM \| \| NOV \| Igor Gorgonzola Novara \| 2 \| LM \| \| SCA \| Savino Del Bene Scandicci \| 3 \| LM \| \| MON \| Saugella Monza \| 4 \| CEV \| \| BUS \| Unet E-Work Busto Arsizio \| 5 \| PCh \| \| CAS \| Pomì Casalmaggiore \| 6 \| \| \| FIR \| Il Bisonte Firenze \| 7 \| \| \| CUN \| Bosca San Bernardo Cuneo \| 8 \| \| \| BER \| Zanetti Bergamo \| 9 \| \| \| BRE \| Banca Valsabbina Millenium Brescia \| 10 \| \| \| FIL \| Lardini Filottrano \| 11 \| \| \| CHI \| Reale Mutua Fenera Chieri \| 12 \| \| \| \| Awans z Serie A2 \| \| \| \| PER \| Bartoccini Fortinfissi Perugia \| 1 \| \| \| CST \| Golden Tulip Volalto 2.0 Caserta \| 2 \| \| \| Oznaczenia: - kolumna pierwsza – skróty nazw drużyn wpisane na mapie (jeśli ta została zamieszczona), - kolumna trzecia – miejsce zajęte przez daną drużynę w poprzednim sezonie. \| \| \| \| |                                    | CONNOVSCAMONBUSCASFIRCUNBERBREFILCHIPERCST Lokalizacja klubów |     |
| | Uczestnicy poprzedniej edycji      |                                                               |     |
| CON | Imoco Volley Conegliano            | 1                                                             | LM  |
| NOV | Igor Gorgonzola Novara             | 2                                                             | LM  |
| SCA | Savino Del Bene Scandicci          | 3                                                             | LM  |
| MON | Saugella Monza                     | 4                                                             | CEV |
| BUS | Unet E-Work Busto Arsizio          | 5                                                             | PCh |
| CAS | Pomì Casalmaggiore                 | 6                                                             |     |
| FIR | Il Bisonte Firenze                 | 7                                                             |     |
| CUN | Bosca San Bernardo Cuneo           | 8                                                             |     |
| BER | Zanetti Bergamo                    | 9                                                             |     |
| BRE | Banca Valsabbina Millenium Brescia | 10                                                            |     |
| FIL | Lardini Filottrano                 | 11                                                            |     |
| CHI | Reale Mutua Fenera Chieri          | 12                                                            |     |
| | Awans z Serie A2                   |                                                               |     |
| PER | Bartoccini Fortinfissi Perugia     | 1                                                             |     |
| CST | Golden Tulip Volalto 2.0 Caserta   | 2                                                             |     |
| Oznaczenia: - kolumna pierwsza – skróty nazw drużyn wpisane na mapie (jeśli ta została zamieszczona), - kolumna trzecia – miejsce zajęte przez daną drużynę w poprzednim sezonie. |                                    |                                                               |     |

## Hale sportowe
| Klub                               | Hala sportowa                    | Liczba miejsc siedzących |
| ---------------------------------- | -------------------------------- | ------------------------ |
| Zanetti Bergamo                    | PalaNorda                        | 2250                     |
| Unet E-Work Busto Arsizio          | PalaYamamay                      | 5000                     |
| Banca Valsabbina Millenium Brescia | PalaGeorge                       | 4300                     |
| Bosca San Bernardo Cuneo           | PalaCastagneretta                | 4700                     |
| Pomì Casalmaggiore                 | PalaRadi                         | 3519                     |
| Imoco Volley Conegliano            | PalaVerde                        | 5344                     |
| Lardini Filottrano                 | PalaBaldinelli                   | 4500                     |
| Il Bisonte Firenze                 | Nelson Mandela Forum             | 7800                     |
| Golden Tulip Volalto 2.0 Caserta   | Palazzetto dello Sport Caserta   | 1000                     |
| Bartoccini Fortinfissi Perugia     | PalaEvangelisti                  | 5300                     |
| Saugella Monza                     | Palazzetto dello Sport           | 4500                     |
| Igor Gorgonzola Novara             | PalaTerdoppio                    | 5000                     |
| Reale Mutua Fenera Chieri          | PalaMaddalene                    | 1200                     |
| Savino Del Bene Scandicci          | Palazzetto dello Sport Scandicci | 2000                     |

## Rozgrywki

### Faza zasadnicza

#### Tabela wyników
| Gospodarz \ Gość1                  | CON | NOV | SCA | MON | BUS | CAS | FIR | CUN | BER | BRE | FIL | CHI | PER | CST |
| ---------------------------------- | --- | --- | --- | --- | --- | --- | --- | --- | --- | --- | --- | --- | --- | --- |
| Imoco Volley Conegliano            | -   | 3:0 | 3:0 | 3:0 | 3:0 | 3:0 | :   | :   | 3:0 | 3:0 | 3:1 | 3:0 | :   | 3:0 |
| Igor Gorgonzola Novara             | 1:3 | -   | 3:1 | 1:3 | 3:1 | 3:0 | :   | 3:1 | :   | 2:3 | 3:0 | 1:3 | 3:1 | 3:0 |
| Savino Del Bene Scandicci          | :   | 2:3 | -   | 2:3 | 2:3 | 3:1 | 3:0 | 1:3 | 3:0 | 3:0 | :   | 3:1 | :   | 3:0 |
| Saugella Monza                     | 0:3 | :   | 2:3 | -   | 1:3 | 3:2 | 3:0 | 2:3 | 3:1 | 3:1 | 3:0 | :   | :   | 3:0 |
| Unet E-Work Busto Arsizio          | :   | 3:0 | :   | :   | -   | 3:0 | 3:0 | 3:0 | :   | 3:1 | 3:0 | 3:0 | 3:1 | 3:1 |
| Pomì Casalmaggiore                 | 0:3 | :   | 2:3 | 2:3 | :   | -   | 3:0 | 3:0 | 3:2 | 3:1 | 3:2 | :   | 3:1 | 3:1 |
| Il Bisonte Firenze                 | 0:3 | 2:3 | 1:3 | :   | 3:2 | :   | -   | 3:1 | 3:1 | 0:3 | :   | 1:3 | 3:0 | 3:0 |
| Bosca San Bernardo Cuneo           | 0:3 | 1:3 | 3:2 | 3:1 | :   | :   | 3:0 | -   | :   | 2:3 | 3:1 | 1:3 | 3:1 | :   |
| Zanetti Bergamo                    | 0:3 | 0:3 | 2:3 | 3:2 | 1:3 | 3:1 | :   | 3:1 | -   | 3:1 | 3:0 | :   | 3:2 | :   |
| Banca Valsabbina Millenium Brescia | :   | 0:3 | :   | :   | 0:3 | 1:3 | 3:1 | 3:0 | :   | -   | 1:3 | 3:2 | :   | 3:1 |
| Lardini Filottrano                 | 0:3 | 0:3 | 0:3 | 0:3 | :   | 0:3 | 3:0 | :   | 0:3 | :   | -   | 3:1 | 3:2 | 3:1 |
| Reale Mutua Fenera Chieri          | :   | :   | 2:3 | 0:3 | 0:3 | 0:3 | 0:3 | 3:1 | 3:1 | :   | :   | -   | 3:1 | 3:1 |
| Bartoccini Fortinfissi Perugia     | 3:2 | :   | 1:3 | 0:3 | 1:3 | 1:3 | 1:3 | :   | 3:2 | 3:0 | 2:3 | 3:2 | -   | :   |
| Golden Tulip Volalto 2.0 Caserta   | 2:3 | 1:3 | :   | 3:0 | 0:3 | :   | 1:3 | 1:3 | 2:3 | 0:3 | :   | 0:3 | 3:0 | -   |

Źródło:  (wł.)
1 Drużyna gospodarzy jest wymieniona po lewej stronie tabeli.
Kolory:
  zwycięstwo gospodarzy 3:0 lub 3:1
  zwycięstwo gospodarzy 3:2
  zwycięstwo gości 3:0 lub 3:1
  zwycięstwo gości 3:2

#### Terminarz i wyniki
| 1. kolejka | 1. kolejka | 1. kolejka                         | 1. kolejka                              | 1. kolejka                       | 1. kolejka | 1. kolejka |
| Data       | Godzina    | Gospodarz                          | Rezultat                                | Gość                             | Widzów     | Raport     |
| ---------- | ---------- | ---------------------------------- | --------------------------------------- | -------------------------------- | ---------- | ---------- |
| 12.10.2019 | 20:30      | Imoco Volley Conegliano            | 3:0 (25:19, 25:23, 25:20)               | Saugella Monza                   | 4703       | Raport     |
| 13.10.2019 | 17:00      | Zanetti Bergamo                    | 3:0 (25:23, 25:22, 27:25)               | Lardini Filottrano               | 1056       | Raport     |
| 13.10.2019 | 17:00      | Bosca San Bernardo Cuneo           | 1:3 (25:23, 23:25, 17:25, 22:25)        | Igor Gorgonzola Novara           | 3612       | Raport     |
| 13.10.2019 | 17:00      | Il Bisonte Firenze                 | 3:2 (25:21, 18:25, 20:25, 25:15, 15:11) | Unet E-Work Busto Arsizio        | 1500       | Raport     |
| 13.10.2019 | 17:00      | Banca Valsabbina Millenium Brescia | 3:1 (25:21, 26:28, 26:24, 25:17)        | Golden Tulip Volalto 2.0 Caserta | 1300       | Raport     |
| 13.10.2019 | 17:00      | Pomì Casalmaggiore                 | 2:3 (24:26, 25:22, 25:21, 30:32, 12:15) | Savino Del Bene Scandicci        | 2766       | Raport     |
| 13.10.2019 | 18:30      | Reale Mutua Fenera Chieri          | 3:1 (25:23, 25:19, 22:25, 25:15)        | Bartoccini Fortinfissi Perugia   | 980        | Raport     |

| 2. kolejka | 2. kolejka | 2. kolejka                       | 2. kolejka                              | 2. kolejka                         | 2. kolejka | 2. kolejka |
| Data       | Godzina    | Gospodarz                        | Rezultat                                | Gość                               | Widzów     | Raport     |
| ---------- | ---------- | -------------------------------- | --------------------------------------- | ---------------------------------- | ---------- | ---------- |
| 19.10.2019 | 20:30      | Savino Del Bene Scandicci        | 1:3 (15:25, 22:25, 25:13, 22:25)        | Bosca San Bernardo Cuneo           | 1200       | Raport     |
| 20.10.2019 | 17:00      | Lardini Filottrano               | 0:3 (11:25, 23:25, 23:25)               | Imoco Volley Conegliano            | 1500       | Raport     |
| 20.10.2019 | 17:00      | Igor Gorgonzola Novara           | 2:3 (22:25, 25:22, 23:25, 30:28, 13:15) | Banca Valsabbina Millenium Brescia | 2000       | Raport     |
| 20.10.2019 | 17:00      | Saugella Monza                   | 3:1 (27:29, 25:12, 25:16, 25:23)        | Zanetti Bergamo                    | 1932       | Raport     |
| 20.10.2019 | 17:00      | Unet E-Work Busto Arsizio        | 3:0 (25:15, 25:19, 25:19)               | Reale Mutua Fenera Chieri          | 2480       | Raport     |
| 20.10.2019 | 17:00      | Bartoccini Fortinfissi Perugia   | 1:3 (22:25, 25:22, 21:25, 17:25)        | Pomì Casalmaggiore                 | 1300       | Raport     |
| 20.10.2019 | 17:00      | Golden Tulip Volalto 2.0 Caserta | 1:3 (25:18, 25:27, 21:25, 22:25)        | Il Bisonte Firenze                 | 700        | Raport     |

| 3. kolejka | 3. kolejka | 3. kolejka                | 3. kolejka                              | 3. kolejka                         | 3. kolejka | 3. kolejka |
| Data       | Godzina    | Gospodarz                 | Rezultat                                | Gość                               | Widzów     | Raport     |
| ---------- | ---------- | ------------------------- | --------------------------------------- | ---------------------------------- | ---------- | ---------- |
| 26.10.2019 | 20:30      | Lardini Filottrano        | 0:3 (24:26, 18:25, 19:25)               | Igor Gorgonzola Novara             | 1200       | Raport     |
| 26.10.2019 | 20:30      | Il Bisonte Firenze        | 3:0 (28:26, 25:23, 25:22)               | Bartoccini Fortinfissi Perugia     | 800        | Raport     |
| 27.10.2019 | 17:00      | Imoco Volley Conegliano   | 3:0 (25:21, 25:16, 25:18)               | Pomì Casalmaggiore                 | 4238       | Raport     |
| 27.10.2019 | 17:00      | Bosca San Bernardo Cuneo  | 3:1 (25:21, 19:25, 25:15, 25:16)        | Saugella Monza                     | 2009       | Raport     |
| 27.10.2019 | 17:00      | Reale Mutua Fenera Chieri | 3:1 (25:23, 22:25, 25:21, 25:13)        | Golden Tulip Volalto 2.0 Caserta   | 1025       | Raport     |
| 27.10.2019 | 17:00      | Unet E-Work Busto Arsizio | 3:1 (28:30, 25:21, 25:18, 25:16)        | Banca Valsabbina Millenium Brescia | 2311       | Raport     |
| 27.10.2019 | 17:00      | Zanetti Bergamo           | 2:3 (25:16, 26:28, 25:23, 23:25, 11:15) | Savino Del Bene Scandicci          | 1080       | Raport     |

| 4. kolejka | 4. kolejka | 4. kolejka                         | 4. kolejka                              | 4. kolejka                | 4. kolejka | 4. kolejka |
| Data       | Godzina    | Gospodarz                          | Rezultat                                | Gość                      | Widzów     | Raport     |
| ---------- | ---------- | ---------------------------------- | --------------------------------------- | ------------------------- | ---------- | ---------- |
| 30.10.2019 | 20:30      | Igor Gorgonzola Novara             | 3:1 (28:26, 31:29, 23:25, 25:22)        | Unet E-Work Busto Arsizio | 1800       | Raport     |
| 31.10.2019 | 20:30      | Reale Mutua Fenera Chieri          | 0:3 (21:25, 23:25, 22:25)               | Il Bisonte Firenze        | 980        | Raport     |
| 31.10.2019 | 20:30      | Banca Valsabbina Millenium Brescia | 3:0 (25:18, 27:25, 25:23)               | Bosca San Bernardo Cuneo  | 1000       | Raport     |
| 31.10.2019 | 20:30      | Bartoccini Fortinfissi Perugia     | 2:3 (26:24, 25:21, 13:25, 23:25, 13:15) | Lardini Filottrano        | 600        | Raport     |
| 31.10.2019 | 20:30      | Saugella Monza                     | 2:3 (25:21, 25:23, 20:25, 14:25, 12:15) | Savino Del Bene Scandicci |            | Raport     |
| 31.10.2019 | 20:30      | Golden Tulip Volalto 2.0 Caserta   | 2:3 (22:25, 25:21, 18:25, 25:21, 13:15) | Imoco Volley Conegliano   |            | Raport     |
| 31.10.2019 | 20:30      | Pomì Casalmaggiore                 | 3:2 (25:17, 25:22, 24:26, 20:25, 15:13) | Zanetti Bergamo           | 1910       | Raport     |

| 5. kolejka | 5. kolejka | 5. kolejka                       | 5. kolejka                              | 5. kolejka                         | 5. kolejka | 5. kolejka |
| Data       | Godzina    | Gospodarz                        | Rezultat                                | Gość                               | Widzów     | Raport     |
| ---------- | ---------- | -------------------------------- | --------------------------------------- | ---------------------------------- | ---------- | ---------- |
| 02.11.2019 | 20:30      | Bosca San Bernardo Cuneo         | 1:3 (25:23, 12:25, 23:25, 23:25)        | Reale Mutua Fenera Chieri          | 1915       | Raport     |
| 03.11.2019 | 16:00      | Il Bisonte Firenze               | 0:3 (23:25, 22:25, 19:25)               | Banca Valsabbina Millenium Brescia | 800        | Raport     |
| 03.11.2019 | 17:00      | Lardini Filottrano               | 0:3 (23:25, 18:25, 25:27)               | Pomì Casalmaggiore                 | 1400       | Raport     |
| 03.11.2019 | 17:00      | Golden Tulip Volalto 2.0 Caserta | 3:0 (26:24, 25:22, 25:18)               | Saugella Monza                     | 450        | Raport     |
| 03.11.2019 | 17:00      | Savino Del Bene Scandicci        | 2:3 (19:25, 25:20, 25:22, 20:25, 16:18) | Igor Gorgonzola Novara             | 1400       | Raport     |
| 04.11.2019 | 20:30      | Imoco Volley Conegliano          | 3:0 (25:21, 29:27, 25:16)               | Zanetti Bergamo                    | 3130       | Raport     |
| 07.11.2019 | 20:30      | Bartoccini Fortinfissi Perugia   | 1:3 (18:25, 17:25, 25:18, 13:25)        | Unet E-Work Busto Arsizio          | 600        | Raport     |

| 6. kolejka | 6. kolejka | 6. kolejka                         | 6. kolejka                              | 6. kolejka                       | 6. kolejka | 6. kolejka |
| Data       | Godzina    | Gospodarz                          | Rezultat                                | Gość                             | Widzów     | Raport     |
| ---------- | ---------- | ---------------------------------- | --------------------------------------- | -------------------------------- | ---------- | ---------- |
| 09.11.2019 | 20:30      | Saugella Monza                     | 3:0 (25:21, 25:18, 25:23)               | Lardini Filottrano               | 452        | Raport     |
| 09.11.2019 | 20:30      | Banca Valsabbina Millenium Brescia | 1:3 (27:25, 20:25, 19:25, 24:26)        | Pomì Casalmaggiore               | 2000       | Raport     |
| 09.11.2019 | 20:30      | Igor Gorgonzola Novara             | 1:3 (21:25, 25:23, 23:25, 18:25)        | Imoco Volley Conegliano          | 3650       | Raport     |
| 10.11.2019 | 17:00      | Il Bisonte Firenze                 | 3:1 (25:27, 25:14, 25:18, 25:18)        | Bosca San Bernardo Cuneo         | 500        | Raport     |
| 10.11.2019 | 17:00      | Unet E-Work Busto Arsizio          | 3:1 (23:25, 25:23, 25:19, 25:18)        | Golden Tulip Volalto 2.0 Caserta | 1991       | Raport     |
| 10.11.2019 | 17:00      | Reale Mutua Fenera Chieri          | 2:3 (25:15, 19:25, 23:25, 25:20, 9:15)  | Savino Del Bene Scandicci        | 1289       | Raport     |
| 10.11.2019 | 17:00      | Zanetti Bergamo                    | 3:2 (19:25, 22:25, 25:18, 25:22, 15:10) | Bartoccini Fortinfissi Perugia   | 870        | Raport     |

| 7. kolejka | 7. kolejka | 7. kolejka                       | 7. kolejka                              | 7. kolejka                         | 7. kolejka | 7. kolejka |
| Data       | Godzina    | Gospodarz                        | Rezultat                                | Gość                               | Widzów     | Raport     |
| ---------- | ---------- | -------------------------------- | --------------------------------------- | ---------------------------------- | ---------- | ---------- |
| 12.11.2019 | 20:30      | Bosca San Bernardo Cuneo         | 0:3 (23:25, 14:25, 20:25)               | Imoco Volley Conegliano            | 2325       | Raport     |
| 12.11.2019 | 20:30      | Golden Tulip Volalto 2.0 Caserta | 1:3 (21:25, 25:20, 22:25, 21:25)        | Igor Gorgonzola Novara             | 700        | Raport     |
| 16.11.2019 | 18:00      | Bartoccini Fortinfissi Perugia   | 3:0 (25:22, 25:22, 25:23)               | Banca Valsabbina Millenium Brescia | 650        | Raport     |
| 17.11.2019 | 17:00      | Savino Del Bene Scandicci        | 3:0 (25:18, 25:17, 25:20)               | Il Bisonte Firenze                 | 1500       | Raport     |
| 17.11.2019 | 17:00      | Lardini Filottrano               | 3:1 (25:21, 25:22, 23:25, 25:23)        | Reale Mutua Fenera Chieri          | 1200       | Raport     |
| 17.11.2019 | 17:00      | Zanetti Bergamo                  | 1:3 (25:21, 22:25, 23:25, 18:25)        | Unet E-Work Busto Arsizio          |            | Raport     |
| 17.11.2019 | 17:00      | Pomì Casalmaggiore               | 2:3 (26:28, 25:20, 22:25, 27:25, 10:15) | Saugella Monza                     | 2251       | Raport     |

| 8. kolejka | 8. kolejka | 8. kolejka                         | 8. kolejka                       | 8. kolejka                     | 8. kolejka | 8. kolejka |
| Data       | Godzina    | Gospodarz                          | Rezultat                         | Gość                           | Widzów     | Raport     |
| ---------- | ---------- | ---------------------------------- | -------------------------------- | ------------------------------ | ---------- | ---------- |
| 20.11.2019 | 20:30      | Reale Mutua Fenera Chieri          | 0:3 (21:25, 20:25, 15:25)        | Pomì Casalmaggiore             | 1219       | Raport     |
| 23.11.2019 | 20:30      | Unet E-Work Busto Arsizio          | 3:0 (25:19, 25:12, 25:18)        | Bosca San Bernardo Cuneo       | 2164       | Raport     |
| 24.11.2019 | 17:00      | Imoco Volley Conegliano            | 3:0 (25:23, 25:10, 25:15)        | Savino Del Bene Scandicci      | 5344       | Raport     |
| 24.11.2019 | 17:00      | Golden Tulip Volalto 2.0 Caserta   | 3:0 (25:16, 25:21, 25:20)        | Bartoccini Fortinfissi Perugia | 400        | Raport     |
| 24.11.2019 | 17:00      | Banca Valsabbina Millenium Brescia | 1:3 (25:23, 21:25, 16:25, 22:25) | Lardini Filottrano             | 800        | Raport     |
| 24.11.2019 | 17:00      | Il Bisonte Firenze                 | 3:1 (25:18, 28:26, 22:25, 25:16) | Zanetti Bergamo                | 1000       | Raport     |
| 24.11.2019 | 17:00      | Igor Gorgonzola Novara             | 1:3 (22:25, 25:22, 16:25, 21:25) | Saugella Monza                 | 2600       | Raport     |

| 9. kolejka | 9. kolejka | 9. kolejka                     | 9. kolejka                              | 9. kolejka                         | 9. kolejka | 9. kolejka |
| Data       | Godzina    | Gospodarz                      | Rezultat                                | Gość                               | Widzów     | Raport     |
| ---------- | ---------- | ------------------------------ | --------------------------------------- | ---------------------------------- | ---------- | ---------- |
| 01.12.2019 | 17:00      | Pomì Casalmaggiore             | 3:0 (33:31, 25:19, 25:21)               | Il Bisonte Firenze                 | 2347       | Raport     |
| 01.12.2019 | 17:00      | Zanetti Bergamo                | 3:1 (25:20, 19:25, 25:23, 25:21)        | Bosca San Bernardo Cuneo           | 999        | Raport     |
| 01.12.2019 | 17:00      | Lardini Filottrano             | 3:1 (25:22, 25:15, 24:26, 25:22)        | Golden Tulip Volalto 2.0 Caserta   | 1200       | Raport     |
| 01.12.2019 | 17:00      | Saugella Monza                 | 3:1 (25:27, 25:23, 25:17, 25:20)        | Banca Valsabbina Millenium Brescia | 788        | Raport     |
| 01.12.2019 | 17:00      | Savino Del Bene Scandicci      | 2:3 (25:20, 20:25, 25:20, 19:25, 12:15) | Unet E-Work Busto Arsizio          | 1200       | Raport     |
| 12.12.2019 | 20:30      | Igor Gorgonzola Novara         | 1:3 (22:25, 25:19, 20:25, 23:25)        | Reale Mutua Fenera Chieri          | 1450       | Raport     |
| 12.12.2019 | 20:30      | Bartoccini Fortinfissi Perugia | 3:2 (25:15, 23:25, 25:18, 17:25, 15:10) | Imoco Volley Conegliano            | 1200       | Raport     |

| 10. kolejka | 10. kolejka | 10. kolejka                        | 10. kolejka                             | 10. kolejka               | 10. kolejka | 10. kolejka |
| Data        | Godzina     | Gospodarz                          | Rezultat                                | Gość                      | Widzów      | Raport      |
| ----------- | ----------- | ---------------------------------- | --------------------------------------- | ------------------------- | ----------- | ----------- |
| 16.10.2019  | 17:00       | Banca Valsabbina Millenium Brescia | 0:3 (17:25, 15:25, 14:25)               | Imoco Volley Conegliano   | 2000        | Raport      |
| 23.10.2019  | 20:30       | Il Bisonte Firenze                 | 2:3 (27:25, 25:23, 16:25, 18:25, 11:15) | Igor Gorgonzola Novara    | 2000        | Raport      |
| 08.12.2019  | 17:00       | Reale Mutua Fenera Chieri          | 0:3 (21:25, 24:26, 23:25)               | Saugella Monza            | 891         | Raport      |
| 08.12.2019  | 17:00       | Unet E-Work Busto Arsizio          | 3:0 (25:22, 25:17, 34:32)               | Pomì Casalmaggiore        | 2659        | Raport      |
| 08.12.2019  | 17:00       | Bartoccini Fortinfissi Perugia     | 1:3 (14:25, 25:20, 25:27, 13:25)        | Savino Del Bene Scandicci | 780         | Raport      |
| 08.12.2019  | 17:00       | Bosca San Bernardo Cuneo           | 3:1 (23:25, 25:22, 26:24, 25:17)        | Lardini Filottrano        | 1912        | Raport      |
| 08.12.2019  | 17:00       | Golden Tulip Volalto 2.0 Caserta   | 2:3 (17:25, 22:25, 36:34, 26:24, 11:15) | Zanetti Bergamo           | 300         | Raport      |

| 11. kolejka | 11. kolejka | 11. kolejka               | 11. kolejka                      | 11. kolejka                        | 11. kolejka | 11. kolejka |
| Data        | Godzina     | Gospodarz                 | Rezultat                         | Gość                               | Widzów      | Raport      |
| ----------- | ----------- | ------------------------- | -------------------------------- | ---------------------------------- | ----------- | ----------- |
| 14.12.2019  | 20:30       | Pomì Casalmaggiore        | 3:0 (25:23, 25:13, 25:16)        | Bosca San Bernardo Cuneo           | 1631        | Raport      |
| 14.12.2019  | 20:30       | Zanetti Bergamo           | 3:1 (21:25, 25:23, 25:17, 25:13) | Banca Valsabbina Millenium Brescia | 944         | Raport      |
| 15.12.2019  | 17:00       | Imoco Volley Conegliano   | 3:0 (25:19, 25:16, 25:16)        | Reale Mutua Fenera Chieri          | 4430        | Raport      |
| 15.12.2019  | 17:00       | Lardini Filottrano        | 3:0 (25:22, 25:19, 25:17)        | Il Bisonte Firenze                 | 1050        | Raport      |
| 15.12.2019  | 17:00       | Savino Del Bene Scandicci | 3:0 (28:26, 25:23, 25:13)        | Golden Tulip Volalto 2.0 Caserta   | 1000        | Raport      |
| 15.12.2019  | 17:00       | Igor Gorgonzola Novara    | 3:1 (25:13, 20:25, 25:17, 25:19) | Bartoccini Fortinfissi Perugia     | 1400        | Raport      |
| 15.12.2019  | 17:00       | Saugella Monza            | 1:3 (24:26, 18:25, 28:26, 22:25) | Unet E-Work Busto Arsizio          | 1110        | Raport      |

| 12. kolejka | 12. kolejka | 12. kolejka                      | 12. kolejka                      | 12. kolejka                        | 12. kolejka | 12. kolejka |
| Data        | Godzina     | Gospodarz                        | Rezultat                         | Gość                               | Widzów      | Raport      |
| ----------- | ----------- | -------------------------------- | -------------------------------- | ---------------------------------- | ----------- | ----------- |
| 21.12.2019  | 20:30       | Igor Gorgonzola Novara           | 3:0 (25:22, 25:22, 25:19)        | Pomì Casalmaggiore                 | 2050        | Raport      |
| 22.12.2019  | 17:00       | Il Bisonte Firenze               | 0:3 (21:25, 16:25, 23:25)        | Imoco Volley Conegliano            | 2900        | Raport      |
| 22.12.2019  | 17:00       | Bartoccini Fortinfissi Perugia   | 0:3 (18:25, 22:25, 20:25)        | Saugella Monza                     | 720         | Raport      |
| 22.12.2019  | 17:00       | Savino Del Bene Scandicci        | 3:0 (25:19, 25:21, 25:16)        | Banca Valsabbina Millenium Brescia | 1050        | Raport      |
| 22.12.2019  | 17:00       | Unet E-Work Busto Arsizio        | 3:0 (27:25, 25:23, 25:20)        | Lardini Filottrano                 | 2437        | Raport      |
| 22.12.2019  | 17:00       | Reale Mutua Fenera Chieri        | 3:1 (25:23, 18:25, 25:15, 25:20) | Zanetti Bergamo                    | 1144        | Raport      |
| 22.12.2019  | 17:00       | Golden Tulip Volalto 2.0 Caserta | 1:3 (17:25, 25:23, 25:27, 18:25) | Bosca San Bernardo Cuneo           | 300         | Raport      |

| 13. kolejka | 13. kolejka | 13. kolejka                        | 13. kolejka                            | 13. kolejka                      | 13. kolejka | 13. kolejka |
| Data        | Godzina     | Gospodarz                          | Rezultat                               | Gość                             | Widzów      | Raport      |
| ----------- | ----------- | ---------------------------------- | -------------------------------------- | -------------------------------- | ----------- | ----------- |
| 26.12.2019  | 17:00       | Imoco Volley Conegliano            | 3:0 (25:13, 25:12, 25:15)              | Unet E-Work Busto Arsizio        | 5344        | Raport      |
| 26.12.2019  | 17:00       | Lardini Filottrano                 | 0:3 (18:25, 21:25, 17:25)              | Savino Del Bene Scandicci        | 1700        | Raport      |
| 26.12.2019  | 17:00       | Saugella Monza                     | 3:0 (25:17, 25:21, 25:21)              | Il Bisonte Firenze               | 2384        | Raport      |
| 26.12.2019  | 17:00       | Zanetti Bergamo                    | 0:3 (24:26, 16:25, 20:25)              | Igor Gorgonzola Novara           | 1434        | Raport      |
| 26.12.2019  | 17:00       | Bosca San Bernardo Cuneo           | 3:1 (25:13, 14:25, 25:16, 25:13)       | Bartoccini Fortinfissi Perugia   | 2826        | Raport      |
| 26.12.2019  | 17:00       | Pomì Casalmaggiore                 | 3:1 (22:25, 26:24, 25:21, 25:14)       | Golden Tulip Volalto 2.0 Caserta | 1973        | Raport      |
| 26.12.2019  | 17:00       | Banca Valsabbina Millenium Brescia | 3:2 (12:25, 25:18, 24:26, 25:23, 15:9) | Reale Mutua Fenera Chieri        | 1500        | Raport      |

| 14. kolejka | 14. kolejka | 14. kolejka                      | 14. kolejka                             | 14. kolejka                        | 14. kolejka | 14. kolejka |
| Data        | Godzina     | Gospodarz                        | Rezultat                                | Gość                               | Widzów      | Raport      |
| ----------- | ----------- | -------------------------------- | --------------------------------------- | ---------------------------------- | ----------- | ----------- |
| 15.01.2020  | 20:30       | Lardini Filottrano               | 0:3 (13:25, 18:25, 15:25)               | Zanetti Bergamo                    | 1000        | Raport      |
| 15.01.2020  | 20:30       | Golden Tulip Volalto 2.0 Caserta | 0:3 (22:25, 8:25, 19:25)                | Banca Valsabbina Millenium Brescia | 70          | Raport      |
| 15.01.2020  | 20:30       | Unet E-Work Busto Arsizio        | 3:0 (25:15, 25:21, 25:19)               | Il Bisonte Firenze                 | 2021        | Raport      |
| 15.01.2020  | 20:30       | Saugella Monza                   | 0:3 (22:25, 19:25, 22:25)               | Imoco Volley Conegliano            | 2443        | Raport      |
| 15.01.2020  | 20:30       | Igor Gorgonzola Novara           | 3:1 (22:25, 25:18, 26:24, 25:23)        | Bosca San Bernardo Cuneo           | 2000        | Raport      |
| 15.01.2020  | 20:30       | Savino Del Bene Scandicci        | 3:1 (31:29, 25:22, 25:27, 25:23)        | Pomì Casalmaggiore                 | 1089        | Raport      |
| 15.01.2020  | 20:30       | Bartoccini Fortinfissi Perugia   | 3:2 (20:25, 25:22, 25:17, 17:25, 15:12) | Reale Mutua Fenera Chieri          | 600         | Raport      |

| 15. kolejka | 15. kolejka | 15. kolejka                        | 15. kolejka                             | 15. kolejka                      | 15. kolejka | 15. kolejka |
| Data        | Godzina     | Gospodarz                          | Rezultat                                | Gość                             | Widzów      | Raport      |
| ----------- | ----------- | ---------------------------------- | --------------------------------------- | -------------------------------- | ----------- | ----------- |
| 18.01.2020  | 20:30       | Banca Valsabbina Millenium Brescia | 0:3 (19:25, 22:25, 21:25)               | Igor Gorgonzola Novara           | 2500        | Raport      |
| 19.01.2020  | 17:00       | Reale Mutua Fenera Chieri          | 0:3 (11:25, 23:25, 21:25)               | Unet E-Work Busto Arsizio        | 1436        | Raport      |
| 19.01.2020  | 17:00       | Il Bisonte Firenze                 | 3:0 (25:9, 30:28, 25:17)                | Golden Tulip Volalto 2.0 Caserta | 400         | Raport      |
| 19.01.2020  | 17:00       | Pomì Casalmaggiore                 | 3:1 (25:17, 25:20, 17:25, 25:12)        | Bartoccini Fortinfissi Perugia   | 1804        | Raport      |
| 19.01.2020  | 17:00       | Imoco Volley Conegliano            | 3:1 (25:23, 23:25, 25:22, 25:11)        | Lardini Filottrano               | 4683        | Raport      |
| 19.01.2020  | 17:00       | Zanetti Bergamo                    | 3:2 (25:23, 23:25, 19:25, 25:23, 15:11) | Saugella Monza                   | 1098        | Raport      |
| 19.01.2020  | 17:00       | Bosca San Bernardo Cuneo           | 3:2 (25:17, 15:25, 20:25, 28:26, 15:13) | Savino Del Bene Scandicci        | 1839        | Raport      |

| 16. kolejka | 16. kolejka | 16. kolejka                        | 16. kolejka                             | 16. kolejka               | 16. kolejka | 16. kolejka |
| Data        | Godzina     | Gospodarz                          | Rezultat                                | Gość                      | Widzów      | Raport      |
| ----------- | ----------- | ---------------------------------- | --------------------------------------- | ------------------------- | ----------- | ----------- |
| 25.01.2020  | 20:30       | Pomì Casalmaggiore                 | 0:3 (18:25, 23:25, 20:25)               | Imoco Volley Conegliano   | 3254        | Raport      |
| 26.01.2020  | 17:00       | Golden Tulip Volalto 2.0 Caserta   | 0:3 (16:25, 17:25, 10:25)               | Reale Mutua Fenera Chieri | 250         | Raport      |
| 26.01.2020  | 17:00       | Igor Gorgonzola Novara             | 3:0 (25:21, 25:17, 25:13)               | Lardini Filottrano        | 2200        | Raport      |
| 26.01.2020  | 17:00       | Savino Del Bene Scandicci          | 3:0 (25:16, 25:23, 25:12)               | Zanetti Bergamo           | 1169        | Raport      |
| 26.01.2020  | 17:00       | Banca Valsabbina Millenium Brescia | 0:3 (19:25, 19:25, 20:25)               | Unet E-Work Busto Arsizio | 2300        | Raport      |
| 26.01.2020  | 17:00       | Bartoccini Fortinfissi Perugia     | 1:3 (25:19, 19:25, 23:25, 17:25)        | Il Bisonte Firenze        | 750         | Raport      |
| 26.01.2020  | 17:00       | Saugella Monza                     | 2:3 (26:28, 22:25, 25:19, 25:21, 11:15) | Bosca San Bernardo Cuneo  | 1718        | Raport      |

| 17. kolejka | 17. kolejka | 17. kolejka               | 17. kolejka                             | 17. kolejka                        | 17. kolejka | 17. kolejka |
| Data        | Godzina     | Gospodarz                 | Rezultat                                | Gość                               | Widzów      | Raport      |
| ----------- | ----------- | ------------------------- | --------------------------------------- | ---------------------------------- | ----------- | ----------- |
| 08.02.2020  | 20:30       | Lardini Filottrano        | 3:2 (22:25, 18:25, 25:19, 25:13, 15:12) | Bartoccini Fortinfissi Perugia     |             | Raport      |
| 09.02.2020  | 17:00       | Imoco Volley Conegliano   | 3:0 (25:9, 25:15, 25:9)                 | Golden Tulip Volalto 2.0 Caserta   | 3993        | Raport      |
| 09.02.2020  | 17:00       | Unet E-Work Busto Arsizio | 3:0 (25:20, 28:26, 25:17)               | Igor Gorgonzola Novara             | 4035        | Raport      |
| 09.02.2020  | 17:00       | Zanetti Bergamo           | 3:1 (18:25, 28:26, 25:23, 25:21)        | Pomì Casalmaggiore                 | 1210        | Raport      |
| 09.02.2020  | 17:00       | Il Bisonte Firenze        | 1:3 (22:25, 23:25, 25:21, 20:25)        | Reale Mutua Fenera Chieri          | 700         | Raport      |
| 09.02.2020  | 17:00       | Bosca San Bernardo Cuneo  | 2:3 (25:15, 25:23, 24:26, 18:25, 10:15) | Banca Valsabbina Millenium Brescia | 2431        | Raport      |
| 09.02.2020  | 17:00       | Savino Del Bene Scandicci | 2:3 (25:15, 21:25, 27:25, 23:25, 9:15)  | Saugella Monza                     | 1117        | Raport      |

| 18. kolejka | 18. kolejka | 18. kolejka                        | 18. kolejka                             | 18. kolejka                      | 18. kolejka | 18. kolejka |
| Data        | Godzina     | Gospodarz                          | Rezultat                                | Gość                             | Widzów      | Raport      |
| ----------- | ----------- | ---------------------------------- | --------------------------------------- | -------------------------------- | ----------- | ----------- |
| 12.02.2020  | 20:30       | Saugella Monza                     | 3:0 (25:7, 25:11, 25:14)                | Golden Tulip Volalto 2.0 Caserta | 704         | Raport      |
| 12.02.2020  | 20:30       | Zanetti Bergamo                    | 0:3 (21:25, 21:25, 23:25)               | Imoco Volley Conegliano          | 1290        | Raport      |
| 12.02.2020  | 20:30       | Banca Valsabbina Millenium Brescia | 3:1 (25:16, 17:25, 26:24, 25:21)        | Il Bisonte Firenze               | 1000        | Raport      |
| 12.02.2020  | 20:30       | Unet E-Work Busto Arsizio          | 3:1 (25:18, 25:18, 22:25, 25:17)        | Bartoccini Fortinfissi Perugia   | 2137        | Raport      |
| 12.02.2020  | 20:30       | Igor Gorgonzola Novara             | 3:1 (25:20, 25:16, 26:28, 25:13)        | Savino Del Bene Scandicci        | 1900        | Raport      |
| 12.02.2020  | 20:30       | Pomì Casalmaggiore                 | 3:2 (23:25, 25:14, 19:25, 25:12, 15:11) | Lardini Filottrano               | 1454        | Raport      |
| 12.02.2020  | 20:30       | Reale Mutua Fenera Chieri          | 3:1 (22:25, 25:21, 25:23, 25:19)        | Bosca San Bernardo Cuneo         | 1101        | Raport      |

| 19. kolejka | 19. kolejka | 19. kolejka                      | 19. kolejka                             | 19. kolejka                        | 19. kolejka | 19. kolejka |
| Data        | Godzina     | Gospodarz                        | Rezultat                                | Gość                               | Widzów      | Raport      |
| ----------- | ----------- | -------------------------------- | --------------------------------------- | ---------------------------------- | ----------- | ----------- |
| 16.02.2020  | 15:30       | Golden Tulip Volalto 2.0 Caserta | 0:3 (17:25, 9:25, 13:25)                | Unet E-Work Busto Arsizio          | 300         | Raport      |
| 16.02.2020  | 17:00       | Bosca San Bernardo Cuneo         | 3:0 (25:16, 25:18, 25:20)               | Il Bisonte Firenze                 | 1742        | Raport      |
| 16.02.2020  | 17:00       | Imoco Volley Conegliano          | 3:0 (25:19, 25:17, 25:18)               | Igor Gorgonzola Novara             | 5344        | Raport      |
| 16.02.2020  | 17:00       | Lardini Filottrano               | 0:3 (17:25, 20:25, 24:26)               | Saugella Monza                     | 1200        | Raport      |
| 16.02.2020  | 17:00       | Pomì Casalmaggiore               | 3:1 (25:22, 20:25, 25:16, 25:18)        | Banca Valsabbina Millenium Brescia | 1797        | Raport      |
| 16.02.2020  | 17:00       | Savino Del Bene Scandicci        | 3:1 (25:19, 25:22, 23:25, 25:20)        | Reale Mutua Fenera Chieri          | 1000        | Raport      |
| 16.02.2020  | 17:00       | Bartoccini Fortinfissi Perugia   | 3:2 (25:17, 19:25, 25:22, 21:25, 15:11) | Zanetti Bergamo                    | 700         | Raport      |

| 20. kolejka | 20. kolejka | 20. kolejka                        | 20. kolejka                             | 20. kolejka                      | 20. kolejka | 20. kolejka |
| Data        | Godzina     | Gospodarz                          | Rezultat                                | Gość                             | Widzów      | Raport      |
| ----------- | ----------- | ---------------------------------- | --------------------------------------- | -------------------------------- | ----------- | ----------- |
| 22.02.2020  | 21:00       | Saugella Monza                     | 3:2 (20:25, 26:24, 25:20, 19:25, 15:11) | Pomì Casalmaggiore               | 1173        | Raport      |
| 23.02.2020  | 17:00       | Il Bisonte Firenze                 | 1:3 (21:25, 31:29, 16:25, 14:25)        | Savino Del Bene Scandicci        | 3500        | Raport      |
| 06.03.2020  | 20:30       | Igor Gorgonzola Novara             | 3:0 (25:0, 25:0, 25:0)                  | Golden Tulip Volalto 2.0 Caserta |             | Raport      |
|             |             | Imoco Volley Conegliano            |                                         | Bosca San Bernardo Cuneo         |             |             |
|             |             | Unet E-Work Busto Arsizio          |                                         | Zanetti Bergamo                  |             |             |
|             |             | Reale Mutua Fenera Chieri          |                                         | Lardini Filottrano               |             |             |
|             |             | Banca Valsabbina Millenium Brescia |                                         | Bartoccini Fortinfissi Perugia   |             |             |

| 21. kolejka | 21. kolejka | 21. kolejka                    | 21. kolejka | 21. kolejka                        | 21. kolejka | 21. kolejka |
| Data        | Godzina     | Gospodarz                      | Rezultat    | Gość                               | Widzów      | Raport      |
| ----------- | ----------- | ------------------------------ | ----------- | ---------------------------------- | ----------- | ----------- |
|             |             | Bartoccini Fortinfissi Perugia |             | Golden Tulip Volalto 2.0 Caserta   |             |             |
|             |             | Savino Del Bene Scandicci      |             | Imoco Volley Conegliano            |             |             |
|             |             | Bosca San Bernardo Cuneo       |             | Unet E-Work Busto Arsizio          |             |             |
|             |             | Pomì Casalmaggiore             |             | Reale Mutua Fenera Chieri          |             |             |
|             |             | Saugella Monza                 |             | Igor Gorgonzola Novara             |             |             |
|             |             | Zanetti Bergamo                |             | Il Bisonte Firenze                 |             |             |
|             |             | Lardini Filottrano             |             | Banca Valsabbina Millenium Brescia |             |             |

| 22. kolejka | 22. kolejka | 22. kolejka                        | 22. kolejka | 22. kolejka                    | 22. kolejka | 22. kolejka |
| Data        | Godzina     | Gospodarz                          | Rezultat    | Gość                           | Widzów      | Raport      |
| ----------- | ----------- | ---------------------------------- | ----------- | ------------------------------ | ----------- | ----------- |
|             |             | Il Bisonte Firenze                 |             | Pomì Casalmaggiore             |             |             |
|             |             | Imoco Volley Conegliano            |             | Bartoccini Fortinfissi Perugia |             |             |
|             |             | Banca Valsabbina Millenium Brescia |             | Saugella Monza                 |             |             |
|             |             | Unet E-Work Busto Arsizio          |             | Savino Del Bene Scandicci      |             |             |
|             |             | Golden Tulip Volalto 2.0 Caserta   |             | Lardini Filottrano             |             |             |
|             |             | Reale Mutua Fenera Chieri          |             | Igor Gorgonzola Novara         |             |             |
|             |             | Bosca San Bernardo Cuneo           |             | Zanetti Bergamo                |             |             |

| 23. kolejka | 23. kolejka | 23. kolejka               | 23. kolejka               | 23. kolejka                        | 23. kolejka | 23. kolejka |
| Data        | Godzina     | Gospodarz                 | Rezultat                  | Gość                               | Widzów      | Raport      |
| ----------- | ----------- | ------------------------- | ------------------------- | ---------------------------------- | ----------- | ----------- |
| 07.03.2020  | 20:30       | Imoco Volley Conegliano   | 3:0 (25:12, 25:17, 25:14) | Banca Valsabbina Millenium Brescia |             | Raport      |
|             |             | Igor Gorgonzola Novara    |                           | Il Bisonte Firenze                 |             |             |
|             |             | Zanetti Bergamo           |                           | Golden Tulip Volalto 2.0 Caserta   |             |             |
|             |             | Savino Del Bene Scandicci |                           | Bartoccini Fortinfissi Perugia     |             |             |
|             |             | Saugella Monza            |                           | Reale Mutua Fenera Chieri          |             |             |
|             |             | Pomì Casalmaggiore        |                           | Unet E-Work Busto Arsizio          |             |             |
|             |             | Lardini Filottrano        |                           | Bosca San Bernardo Cuneo           |             |             |

| 24. kolejka | 24. kolejka | 24. kolejka                        | 24. kolejka | 24. kolejka               | 24. kolejka | 24. kolejka |
| Data        | Godzina     | Gospodarz                          | Rezultat    | Gość                      | Widzów      | Raport      |
| ----------- | ----------- | ---------------------------------- | ----------- | ------------------------- | ----------- | ----------- |
|             |             | Bartoccini Fortinfissi Perugia     |             | Igor Gorgonzola Novara    |             |             |
|             |             | Unet E-Work Busto Arsizio          |             | Saugella Monza            |             |             |
|             |             | Reale Mutua Fenera Chieri          |             | Imoco Volley Conegliano   |             |             |
|             |             | Golden Tulip Volalto 2.0 Caserta   |             | Savino Del Bene Scandicci |             |             |
|             |             | Bosca San Bernardo Cuneo           |             | Pomì Casalmaggiore        |             |             |
|             |             | Banca Valsabbina Millenium Brescia |             | Zanetti Bergamo           |             |             |
|             |             | Il Bisonte Firenze                 |             | Lardini Filottrano        |             |             |

| 25. kolejka | 25. kolejka | 25. kolejka                        | 25. kolejka | 25. kolejka                      | 25. kolejka | 25. kolejka |
| Data        | Godzina     | Gospodarz                          | Rezultat    | Gość                             | Widzów      | Raport      |
| ----------- | ----------- | ---------------------------------- | ----------- | -------------------------------- | ----------- | ----------- |
|             |             | Imoco Volley Conegliano            |             | Il Bisonte Firenze               |             |             |
|             |             | Lardini Filottrano                 |             | Unet E-Work Busto Arsizio        |             |             |
|             |             | Zanetti Bergamo                    |             | Reale Mutua Fenera Chieri        |             |             |
|             |             | Pomì Casalmaggiore                 |             | Igor Gorgonzola Novara           |             |             |
|             |             | Banca Valsabbina Millenium Brescia |             | Savino Del Bene Scandicci        |             |             |
|             |             | Saugella Monza                     |             | Bartoccini Fortinfissi Perugia   |             |             |
|             |             | Bosca San Bernardo Cuneo           |             | Golden Tulip Volalto 2.0 Caserta |             |             |

| 26. kolejka | 26. kolejka | 26. kolejka                      | 26. kolejka | 26. kolejka                        | 26. kolejka | 26. kolejka |
| Data        | Godzina     | Gospodarz                        | Rezultat    | Gość                               | Widzów      | Raport      |
| ----------- | ----------- | -------------------------------- | ----------- | ---------------------------------- | ----------- | ----------- |
|             |             | Unet E-Work Busto Arsizio        |             | Imoco Volley Conegliano            |             |             |
|             |             | Il Bisonte Firenze               |             | Saugella Monza                     |             |             |
|             |             | Golden Tulip Volalto 2.0 Caserta |             | Pomì Casalmaggiore                 |             |             |
|             |             | Igor Gorgonzola Novara           |             | Zanetti Bergamo                    |             |             |
|             |             | Reale Mutua Fenera Chieri        |             | Banca Valsabbina Millenium Brescia |             |             |
|             |             | Savino Del Bene Scandicci        |             | Lardini Filottrano                 |             |             |
|             |             | Bartoccini Fortinfissi Perugia   |             | Bosca San Bernardo Cuneo           |             |             |

#### Tabela
| Lp. | Drużyna                            | Pkt | Mecze | Mecze | Mecze | Rodzaj wyniku | Rodzaj wyniku | Rodzaj wyniku | Rodzaj wyniku | Rodzaj wyniku | Rodzaj wyniku | Sety | Sety | Sety  | Małe punkty | Małe punkty | Małe punkty |
| Lp. | Drużyna                            | Pkt | M     | W     | P     | 3:0           | 3:1           | 3:2           | 2:3           | 1:3           | 0:3           | wyg. | prz. | stos. | zdob.       | str.        | stos.       |
| --- | ---------------------------------- | --- | ----- | ----- | ----- | ------------- | ------------- | ------------- | ------------- | ------------- | ------------- | ---- | ---- | ----- | ----------- | ----------- | ----------- |
| 1   | Imoco Volley Conegliano            | 57  | 20    | 19    | 1     | 16            | 2             | 1             | 1             | 0             | 0             | 59   | 7    | 8.43  | 1450        | 1138        | 1.27        |
| 2   | Unet E-Work Busto Arsizio          | 48  | 19    | 16    | 3     | 9             | 6             | 1             | 1             | 1             | 1             | 51   | 17   | 3     | 1547        | 1359        | 1.14        |
| 3   | Igor Gorgonzola Novara             | 41  | 20    | 14    | 6     | 6             | 6             | 2             | 1             | 3             | 2             | 47   | 28   | 1.68  | 1631        | 1500        | 1.09        |
| 4   | Savino Del Bene Scandicci          | 39  | 20    | 13    | 7     | 5             | 4             | 4             | 4             | 2             | 1             | 49   | 33   | 1.48  | 1639        | 1569        | 1.04        |
| 5   | Saugella Monza                     | 36  | 20    | 12    | 8     | 6             | 3             | 3             | 3             | 2             | 3             | 44   | 33   | 1.33  | 1563        | 1493        | 1.05        |
| 6   | Pomì Casalmaggiore                 | 34  | 20    | 11    | 9     | 4             | 5             | 2             | 3             | 2             | 4             | 41   | 36   | 1.14  | 1586        | 1508        | 1.05        |
| 7   | Reale Mutua Fenera Chieri          | 27  | 19    | 8     | 11    | 1             | 7             | 0             | 3             | 2             | 6             | 32   | 40   | 0.8   | 1490        | 1493        | 1           |
| 8   | Zanetti Bergamo                    | 24  | 19    | 8     | 11    | 2             | 3             | 3             | 3             | 4             | 4             | 34   | 42   | 0.81  | 1563        | 1608        | 0.97        |
| 9   | Il Bisonte Firenze                 | 24  | 20    | 8     | 12    | 3             | 4             | 1             | 1             | 3             | 8             | 29   | 42   | 0.69  | 1421        | 1462        | 0.97        |
| 10  | Bosca San Bernardo Cuneo           | 23  | 19    | 8     | 11    | 1             | 5             | 2             | 1             | 6             | 4             | 32   | 42   | 0.76  | 1521        | 1607        | 0.95        |
| 11  | Banca Valsabbina Millenium Brescia | 21  | 20    | 8     | 12    | 3             | 2             | 3             | 0             | 6             | 6             | 30   | 44   | 0.68  | 1455        | 1545        | 0.94        |
| 12  | Lardini Filottrano                 | 17  | 19    | 6     | 13    | 1             | 3             | 2             | 1             | 2             | 10            | 22   | 46   | 0.48  | 1378        | 1498        | 0.92        |
| 13  | Bartoccini Fortinfissi Perugia     | 12  | 19    | 4     | 15    | 1             | 0             | 3             | 3             | 9             | 3             | 27   | 51   | 0.53  | 1458        | 1661        | 0.88        |
| 14  | Golden Tulip Volalto 2.0 Caserta   | 8   | 20    | 2     | 18    | 2             | 0             | 0             | 2             | 8             | 8             | 18   | 54   | 0.33  | 1331        | 1592        | 0.84        |

Źródło: legavolleyfemminile.it (wł.)
Punktacja: 3:0 i 3:1 – 3 pkt; 3:2 – 2 pkt; 2:3 – 1 pkt; 1:3 i 0:3 – 0 pkt
Zasady ustalania kolejności: 1. liczba punktów; 2. stosunek setów; 3. stosunek małych punktów; 4. bilans w bezpośrednich meczach
     faza play-off
     spadek do Serie A2

## Transfery
| Imoco Volley Conegliano | Imoco Volley Conegliano |
| Przychodzą | Odchodzą |
| --- | --- |
| - Chiaka Ogbogu (Chemik Police) - Jennifer Geerties (Schweriner SC) - Paola Egonu (Igor Gorgonzola Novara) - Indre Sorokaitė (Il Bisonte Firenze) - Alexandra Botezat (Unet E-Work Busto Arsizio) - Giulia Gennari (Libertas Martignacco) - Terry Enweonwu (Club Italia) | - Samanta Fabris (Dinamo Kazań) - Karsta Lowe (Unet E-Work Busto Arsizio) - Elina Rodríguez (LPM Mondovì) - Anna Danesi (Saugella Monza) - Valentina Tirozzi (szuka klubu) - Marta Bechis (Golden Tulip Volalto 2.0 Caserta) - Gaia Moretto (Lardini Filottrano) |

| Igor Gorgonzola Novara | Igor Gorgonzola Novara |
| Przychodzą | Odchodzą |
| --- | --- |
| - Jovana Brakočević-Canzian (Grot Budowlani Łódź) - Elica Wasilewa (Savino Del Bene Scandicci) - Micha Hancock (Saugella Monza) - Megan Courtney (Zanetti Bergamo) - Zuzanna Górecka (DPD Legionovia Legionowo) - Iza Mlakar (Nova Branik Maribor) - Valentina Arrighetti (Pomì Casalmaggiore) - Chiara Di Iulio (VakıfBank SK) - Rachele Morello (Club Italia) - Francesca Napodano (Volley Soverato) | - Michelle Bartsch (Beijing BAW) - Lauren Carlini (Dinamo Moskwa) - Celeste Plak (Aydın Büyükşehir Belediye SK) - Yamila Nizetich (Bosca San Bernardo Cuneo) - Erblira Bici (Unet E-Work Busto Arsizio) - Francesca Piccinini (przerwa w karierze) - Paola Egonu (Imoco Volley Conegliano) - Federica Stufi (Pomì Casalmaggiore) - Letizia Camera (Pomì Casalmaggiore) - Giorgia Zannoni (Bosca San Bernardo Cuneo) |

| Savino Del Bene Scandicci | Savino Del Bene Scandicci |
| Przychodzą | Odchodzą |
| --- | --- |
| - Marco Mencarelli (I trener) (Unet E-Work Busto Arsizio) - Magdalena Stysiak (Grot Budowlani Łódź) - Agnieszka Kąkolewska (Pomì Casalmaggiore) - Lonneke Slöetjes (VakıfBank SK) - Samantha Bricio (Fenerbahçe SK) - Elena Pietrini (Club Italia) - Paola Cardullo (Lardini Filottrano) - Marina Lubian (Club Italia) - Giulia Carraro (Zanetti Bergamo) - Beatrice Molinaro (Libertas Martignacco) | - Carlo Parisi (I trener) (szuka klubu) - Isabelle Haak (VakıfBank SK) - Elica Wasilewa (Igor Gorgonzola Novara) - Tatjana Koszelewa (Evergrande Volleyball) - Annie Mitchem (Zanetti Bergamo) - Valeria Caracuta (Banca Valsabbina Millenium Brescia) - Veronica Bisconti (Lardini Filottrano) - Valentina Zago (Union Volley Pinerolo) - Valeria Papa (Volei Clube de Regatas do Flamengo) - Alessia Mazzaro (Reale Mutua Fenera Chieri) - Federica Mastrodicasa (Roma Volley Club) |
| W trakcie sezonu | |
| - Alexa Gray (Golden Tulip Volalto 2.0 Caserta) - Dayana Kosareva (Roana CBF HR Macerata) | - Marco Mencarelli (I trener) (Il Bisonte Firenze) - Bojana Milenković (szuka klubu) |

| Saugella Monza | Saugella Monza |
| Przychodzą | Odchodzą |
| --- | --- |
| - Massimo Dagioni (I trener) (Club Sportif Sfaxien) - Katarzyna Skorupa (Pomì Casalmaggiore) - Floortje Meijners (Unet E-Work Busto Arsizio) - Laura Heyrman (Hitachi Rivale) - Mariana Costa (Vôlei Nestlé Osasco) - Anna Danesi (Imoco Volley Conegliano) - Beatrice Parrocchiale (Il Bisonte Firenze) - Isabella Di Iulio (Banca Valsabbina Millenium Brescia) - Josephine Obossa (Sassuolo Volley) - Federica Squarcini (Sassuolo Volley) | - Micha Hancock (Igor Gorgonzola Novara) - Rachael Adams (szuka klubu) - Anne Buijs (THY Spor Kulübü) - Marika Bianchini (Lardini Filottrano) - Laura Melandri (Zanetti Bergamo) - Chiara Arcangeli (zawieszenie kariery) - Francesca Devetag (zakończenie kariery) - Martina Balboni (Roma Volley Club) - Fabiola Facchinetti (Albese Volley) |
| w trakcie sezonu | |
| - Carlo Parisi (I trener) - Kathryn Plummer (Stanford University) | - Massimo Dagioni (I trener) (szuka klubu) |

| Unet E-Work Busto Arsizio | Unet E-Work Busto Arsizio |
| Przychodzą | Odchodzą |
| --- | --- |
| - Stefano Lavarini (I trener) (Minas Tênis Clube) - Karsta Lowe (Imoco Volley Conegliano) - Haleigh Washington (Banca Valsabbina Millenium Brescia) - Erblira Bici (Igor Gorgonzola Novara) - Wang Simin - Francesca Villani (Banca Valsabbina Millenium Brescia) | - Marco Mencarelli (I trener) (Savino Del Bene Scandicci) - Floortje Meijners (Saugella Monza) - Kaja Grobelna (Reale Mutua Fenera Chieri) - Martina Šamadan (Allianz MTV Stuttgart) - Alexandra Botezat (Imoco Volley Conegliano) - Vittoria Piani (Delta Informatica Trentino) |
| W trakcie sezonu | |
| - Francesca Piccinini (powrót po przerwie) | |

| Pomì Casalmaggiore | Pomì Casalmaggiore |
| Przychodzą | Odchodzą |
| --- | --- |
| - Mina Popović (Il Bisonte Firenze) - Ana Antonijević (Fenerbahçe SK) - Lana Ščuka (OK Hit Nova Gorica) - Letizia Camera (Igor Gorgonzola Novara) - Federica Stufi (Igor Gorgonzola Novara) - Tiziana Veglia (Banca Valsabbina Millenium Brescia) - Alessia Fiesoli (Delta Informatica Trentino) - Marianna Maggipinto (Golden Tulip Volalto 2.0 Caserta) | - Katarzyna Skorupa (Saugella Monza) - Agnieszka Kąkolewska (Pomì Casalmaggiore) - Danica Radenković (Altay VC) - Alexa Gray (Golden Tulip Volalto 2.0 Caserta) - Valentina Arrighetti (Igor Gorgonzola Novara) - Francesca Marcon (Bosca San Bernardo Cuneo) - Giulia Pincerato (Sassuolo Volley) - Silvia Lussana (Don Felice Colleoni) - Giulia Mio Bertolo (Bartoccini Fortinfissi Perugia) |

| Il Bisonte Firenze | Il Bisonte Firenze |
| Przychodzą | Odchodzą |
| --- | --- |
| - Mikaela Foecke (University of Nebraska) - Emily Maglio (University of Hawaii at Manoa) - Sarah Fahr (Club Italia) - Sylvia Nwakalor (Club Italia) - Giulia De Nardi (Libertas Martignacco) - Alice Turco (Libertas Martignacco) | - Louisa Lippman (Shanghai Dunlop) - Mina Popović (Pomì Casalmaggiore) - Tijana Malešević (szuka klubu) - Indre Sorokaitė (Imoco Volley Conegliano) - Beatrice Parrocchiale (Saugella Monza) - Sonia Candi (Bosca San Bernardo Cuneo) - Francesca Bonciani (Entu Olbia) |
| W trakcie sezonu | |
| - Marco Mencarelli (I trener) (Savino Del Bene Scandicci) - Jana Franziska Poll (Golden Tulip Volalto 2.0 Caserta) | - Giovanni Caprara (I trener) (szuka klubu) - Alice Degradi (Banca Valsabbina Millenium Brescia) |

| Bosca San Bernardo Cuneo | Bosca San Bernardo Cuneo |
| Przychodzą | Odchodzą |
| --- | --- |
| - Yamila Nizetich (Igor Gorgonzola Novara) - Madison Rigdon (University of Kansas) - Adelina Budăi-Ungureanu (CSM Bukareszt) - Carlotta Cambi (Zanetti Bergamo) - Francesca Marcon (Pomì Casalmaggiore) - Laura Frigo (Golden Tulip Volalto 2.0 Caserta) - Giorgia Zannoni (Igor Gorgonzola Novara) - Sonia Candi (Il Bisonte Firenze) - Gloria Baldi (Delta Informatica Trentino) - Beatrice Agrifoglio (Pallavolo Ravenna) | - Wilma Salas (Chemik Police) - Áurea Cruz (Golden Tulip Volalto 2.0 Caserta) - Anna Kaczmar (KS DevelopRes Rzeszów) - Júlia Kavalenka (Terville Florange Olympique Club) - Jole Ruzzini (Golden Tulip Volalto 2.0 Caserta) - Giulia Mancini (Lardini Filottrano) - Sara Menghi (Bartoccini Fortinfissi Perugia) - Francesca Bosio (Reale Mutua Fenera Chieri) |

| Zanetti Bergamo | Zanetti Bergamo |
| Przychodzą | Odchodzą |
| --- | --- |
| - Marcello Abbondanza (I trener) (Chemik Police) - Slađana Mirković (Chemik Police) - Samara Rodrigues de Almeida (RC Cannes) - Annie Mitchem (Savino Del Bene Scandicci) - Kiera Van Ryk (University of British Columbia) - Laura Melandri (Saugella Monza) - Giada Civitico (Pallavollo Picco Lecco) - Vittoria Prandi (Pallavolo Zambelli Orvieto) | - Matteo Bertini (I trener) (Delta Informatica Trentino) - Megan Courtney (Igor Gorgonzola Novara) - Hannah Tapp (Volei Clube de Regatas do Flamengo) - Roslandy Acosta (Minas Tênis Clube) - Ema Strunjak (Bartoccini Fortinfissi Perugia) - Carlotta Cambi (Bosca San Bernardo Cuneo) - Giulia Carraro (Savino Del Bene Scandicci) - Camilla Mingardi (Banca Valsabbina Millenium Brescia) |
| W trakcie sezonu | |
| - Marco Fenoglio (I trener) (VBC Mondovì) | - Marcello Abbondanza (I trener) (THY Spor Kulübü) |

| Banca Valsabbina Millenium Brescia | Banca Valsabbina Millenium Brescia |
| Przychodzą | Odchodzą |
| --- | --- |
| - María Segura (Dresdner SC) - Symone Speech (Georgetown Hoyas) - Veronica Jones-Perry (Brigham Young University) - Kelsey Veltman (University of Western Ontario) - Valeria Caracuta (Savino Del Bene Scandicci) - Laura Saccomani (Roma Volley Club) - Camilla Mingardi (Zanetti Bergamo) - Federica Biganzoli (LPM Mondovì) - Monica Mazzoleni (Volley Pisogne) - Marianna Fiocco (Volley Montecchio) - Ulrike Bridi (Bedizzole Volley ASD) | - Haleigh Washington (Unet E-Work Busto Arsizio) - Judith Pietersen (zakończenie kariery) - Julija Miniuk (LP Kangasala) - Anna Nicoletti (Lardini Filottrano) - Francesca Villani (Unet E-Work Busto Arsizio) - Isabella Di Iulio (Saugella Monza) - Tiziana Veglia (Pomì Casalmaggiore) - Giulia Bartesaghi (P2P Givova Baronissi Volley) - Maria Chiara Norgini (szuka klubu) - Miriana Manig (szuka klubu) - Giulia Biava (szuka klubu) - Francesca Baccolo (szuka klubu) |
| W trakcie sezonu | |
| - Marta Bechis (Golden Tulip Volalto 2.0 Caserta) - Alice Degradi (Il Bisonte Firenze) | - Veronica Jones-Perry (E.Leclerc Radomka Radom) - Valeria Caracuta (ŁKS Commercecon Łódź) |

| Lardini Filottrano | Lardini Filottrano |
| Przychodzą | Odchodzą |
| --- | --- |
| - Nia Grant (SC Potsdam) - Atina Papafotiu (ASPTT Mulhouse) - Eva Pogačar (Calcit Kamnik) - Marika Bianchini (Saugella Monza) - Anna Nicoletti (Banca Valsabbina Millenium Brescia) - Veronica Bisconti (Savino Del Bene Scandicci) - Gaia Moretto (Imoco Volley Conegliano) - Giulia Mancini (Bosca San Bernardo Cuneo) - Giulia Angelina (Reale Mutua Fenera Chieri) - Martina Pirro (Pallavolo Moie) - Sara Sopranzetti (Pallavolo Moie) | - Anti Wasilandonaki (Galatasaray SK) - Bernarda Brčić (ASPTT Mulhouse) - Koyomi Tominaga (Ageo Medics) - Aiyana Whitney (szuka klubu) - Paola Cardullo (Savino Del Bene Scandicci) - Ilaria Garzaro (Golden Tulip Volalto 2.0 Caserta) - Giulia Pisani (Golden Tulip Volalto 2.0 Caserta) - Asia Cogliandro (Cuore di Mamma Cutrofiano) - Laura Baggi (Cuore di Mamma Cutrofiano) - Chiara Rumori (szuka klubu) |
| W trakcie sezonu | |
| - Dominika Sobolska (Aydın Büyükşehir Belediye SK) - İrem Cor (Beşiktaş JK) | - Nia Grant (szuka klubu) - Eva Pogačar (Calcit Kamnik) |

| Reale Mutua Fenera Chieri | Reale Mutua Fenera Chieri |
| Przychodzą | Odchodzą |
| --- | --- |
| - Giulio Bregoli (I trener) (AS Saint-Raphaël VB) - Amber Rolfzen (AS Saint-Raphaël VB) - Kaja Grobelna (Unet E-Work Busto Arsizio) - Stephanie Enright (THY Spor Kulübü) - Annick Meijers (Talentteam Papendal) - Kertu Laak (LP Viesti Salo) - Anastasia Guerra (ASPTT Mulhouse) - Alessia Lanzini (Collegno Volley CUS Torino) - Alessia Mazzaro (Savino Del Bene Scandicci) - Chiara De Bortoli (Club Italia) - Francesca Bosio (Bosca San Bernardo Cuneo) | - Gyselle Silva (Chemik Police) - Anżalika Barysiewicz (szuka klubu) - Samantha Middleborn (szuka klubu) - Ana Starčević (CSM Târgoviște) - Barbara Đapić (szuka klubu) - Giulia Angelina (Lardini Filottrano) - Giulia Bresciani (Consolini Volley Marignano) - Sara De Lellis (P2P Givova Baronissi Volley) - Giorgia Caforio (Entu Olbia) - Elisa Tonello (szuka klubu) |

| Bartoccini Fortinfissi Perugia | Bartoccini Fortinfissi Perugia |
| Przychodzą | Odchodzą |
| --- | --- |
| - Regiane Bidias (ŁKS Commercecon Łódź) - Rosamaria Montibeller (Praia Clube) - Rebecka Lazic (Energa MKS Kalisz) - Ema Strunjak (Zanetti Bergamo) - August Raskie (University of Oregon) - Anna Stepaniuk (Jakarta Pertamina Energi) - Veronica Angeloni (Pallavolo Marsala) - Veronica Taborelli (Pallavolo Marsala) - Giulia Mio Bertolo (Pomì Casalmaggiore) - Sara Menghi (Bosca San Bernardo Cuneo) - Giada Cecchetto (Pallavolo Zambelli Orvieto) | - Irina Smirnowa (Roana CBF HR Macerata) - Giulia Kotlar (Pallavollo Vigevano) - Giulia Pietrelli (Roma Volley Club) - Chiara Lapi (Megabox Battistelli) - Ludovica Marchi (szuka klubu) - Eleonora Fastellini (szuka klubu) - Carolina Santibacci (szuka klubu) - Melissa Doná (szuka klubu) - Michela Catena (szuka klubu) - Giulia Gierek (szuka klubu) - Diletta Bigini (szuka klubu) |
| W trakcie sezonu | |
| - Aleksandra Crnčević | - Giulia Pascucci (Itas Città Fiera Martignacco) - Veronica Taborelli (Roana CBF HR Macerata) |

| Golden Tulip Volalto 2.0 Caserta | Golden Tulip Volalto 2.0 Caserta |
| Przychodzą | Odchodzą |
| --- | --- |
| - Giuseppe Cuccarini (I trener) - Áurea Cruz (Bosca San Bernardo Cuneo) - Leanny Castañeda Simón (Halkbank Ankara) - Jana Franziska Poll (Allianz MTV Stuttgart) - Alexa Gray (Pomì Casalmaggiore) - Rhamat Alhassan (NEC Red Rockets) - Katharina Holzer (RC Cannes) - Ilaria Garzaro (Lardini Filottrano) - Giulia Pisani (Lardini Filottrano) - Marta Bechis (Imoco Volley Conegliano) - Jole Ruzzini (Bosca San Bernardo Cuneo) - Francesca Rispoli (Nola Città dei Gigli) | - Dragan Nešić (I trener) (CSM Târgoviște) - Tereza Matuszková (szuka klubu) - Laura Frigo (Bosca San Bernardo Cuneo) - Elisa Cella (Megabox Battistelli) - Marianna Maggipinto (Pomì Casalmaggiore) - Rebeka Fucka (Sassuolo Volley) - Vittoria Repice (Soverato Volley) - Giulia Melli (Delta Informatica Trentino) - Linda Giugovaz (Libertas Martignacco) - Ambra Trevisiol (szuka klubu) |
| W trakcie sezonu | |
| - Deja Harris (Hylte/Halmstad) | - Giuseppe Cuccarini (I trener) (ŁKS Commercecon Łódź) - Alexa Gray (Savino Del Bene Scandicci) - Leanny Castañeda Simón (szuka klubu) - Jana Franziska Poll (Il Bisonte Firenze) - Áurea Cruz (Amazonas de Trujillo Alto) - Rhamat Alhassan (szuka klubu) - Katharina Holzer (szuka klubu) - Marta Bechis (Banca Valsabbina Millenium Brescia) - Ilaria Garzaro (Canovi Coperture Sassuolo)  |